# Парламентские выборы в ГДР (1963)
Парламентские выборы в ГДР (1967) — четвёртые выборы в Народную палату ГДР, состоявшиеся 2 октября 1963 года. Все 500 избранных депутатов были кандидатами из списка Национального фронта ГДР.

## Результаты выборов
Явка избирателей согласно официальным данным составила 99,25 %. Список, предложенный Национальным фронтом, одобрило 99,95 % избирателей, против проголосовало 0,05 % избирателей. Число недействительных бюллетеней составило 2746.
|                                     | Национальный фронт                  |                                              | Социалистическая единая партия Германии | 99,95  | 127 | ▲10 |
|                                     | Национальный фронт                  | Объединение свободных немецких профсоюзов    | 68                                      | 99,95  | ▲13 |     |
|                                     | Национальный фронт                  | Христианско-демократический союз             | 52                                      | 99,95  | ▬   |     |
|                                     | Национальный фронт                  | Либерально-демократическая партия Германии   | 52                                      | 99,95  | ▬   |     |
|                                     | Национальный фронт                  | Национально-демократическая партия Германии  | 52                                      | 99,95  | ▬   |     |
|                                     | Национальный фронт                  | Демократическая крестьянская партия Германии | 52                                      | 99,95  | ▬   |     |
|                                     | Национальный фронт                  | Союз свободной немецкой молодёжи             | 40                                      | 99,95  | ▲11 |     |
|                                     | Национальный фронт                  | Демократический женский союз Германии        | 35                                      | 99,95  | ▲6  |     |
|                                     | Национальный фронт                  | Культурный союз                              | 22                                      | 99,95  | ▲4  |     |
| Против всех                         | Против всех                         | Против всех                                  | Против всех                             | 0,05   |     |     |
| Всего                               | Всего                               | Всего                                        | Всего                                   | 100,00 | 500 |     |
|                                     |                                     |                                              |                                         |        |     |     |
| Действительных бюллетеней           | Действительных бюллетеней           | Действительных бюллетеней                    | Действительных бюллетеней               | 99,95  |     |     |
| Недействительных бюллетеней         | Недействительных бюллетеней         | Недействительных бюллетеней                  | Недействительных бюллетеней             | 0,05   |     |     |
| Всего бюллетеней                    | Всего бюллетеней                    | Всего бюллетеней                             | Всего бюллетеней                        | 100,00 |     |     |
| Зарегистрированных избирателей/Явка | Зарегистрированных избирателей/Явка | Зарегистрированных избирателей/Явка          | Зарегистрированных избирателей/Явка     | 99,25  |     |     |